# Kim Giddens
Kim Elizabeth Giddens (nascida a 30 de dezembro de 1979) é uma política australiana. Ela é membro do Partido Trabalhista Australiano da Assembleia Legislativa da Austrália Ocidental desde 2021, representando o distrito eleitoral de Bateman.
Giddens estudou política e relações internacionais na Universidade de Nova Gales do Sul e educação na Universidade Charles Darwin. Antes de entrar na política, Giddens foi a principal conselheira política do deputado estadual Peter Tinley. Ela já havia trabalhado para o governo da Tasmânia.
Ela foi eleita na eleição estadual da Austrália Ocidental de 2021, tornando-se na primeira parlamentar trabalhista a representar o assento tradicionalmente liberal anteriormente ocupado pelo ministro Dean Nalder.